# Amanda Stevens
Amanda Stevens (* 4. März 1977 in Enid) ist eine ehemalige US-amerikanische Triathletin. Sie ist Ironman-Siegerin (2013) und wird in der Bestenliste US-amerikanischer Triathletinnen auf der Ironman-Distanz geführt.

## Werdegang
2001 startete sie bei ihrem ersten Triathlon-Bewerb und seit 2003 ist sie als Triathlon-Profi aktiv. 2008 verpasste sie die Qualifikation für einen Startplatz bei den Olympischen Spielen in Peking.
Bei der Ironman 70.3 World Championship wurde sie 2008 Zehnte, im Jahr 2009 Achte und 2010 wurde sie Vierte.

Im November 2010 startete Amanda Stevens erstmals in Mexiko auf der Ironman-Distanz und sie belegte den dritten Rang.

### Siegerin Ironman 2013
Im Mai 2013 gewann sie das Ironman-Rennen in Florianópolis.
Seit 2016 tritt sie nicht mehr international in Erscheinung.

### Privates
Amanda Stevens studierte Medizin in Oklahoma.
Sie ist seit Sommer 2010 verheiratet und sie lebt in Colorado Springs.

## Sportliche Erfolge
| Datum/Jahr    | Rang | Wettbewerb                         | Austragungsort           | Zeit     | Bemerkung                                                                                       |
| ------------- | ---- | ---------------------------------- | ------------------------ | -------- | ----------------------------------------------------------------------------------------------- |
| 3. Mai 2015   | 3    | Ironman 70.3 St. Croix             | Saint Croix              | 04:52:41 |                                                                                                 |
| 26. Okt. 2014 | 3    | Ironman 70.3 Miami                 | Miami                    | 04:13:57 |                                                                                                 |
| 6. Apr. 2014  | 3    | Ironman 70.3 Brasil                | Brasilia                 | 04:23:12 | hinter Mirinda Carfrae und der Brasilianerin Carol Furriela                                     |
| 28. Juni 2014 | 28   | ITU World Championship Series 2014 | Chicago                  | 02:10:58 |                                                                                                 |
| 13. Apr. 2014 | 3    | Ironman 70.3 San Juan              | San Juan                 |          |                                                                                                 |
| 5. Aug. 2012  | 4    | Ironman 70.3 Philippines           | Camarines Sur            | 04:36:19 |                                                                                                 |
| 24. Juni 2012 | 1    | Ironman 70.3 Buffalo Springs       | Lubbock                  | 04:26:08 |                                                                                                 |
| 20. Mai 2012  | 3    | Ironman 70.3 Florida               | Orlando                  | 04:28:19 | schnellste Schwimmerin: 25:04 Minuten                                                           |
| 4. Dez. 2011  | 10   | Ironman 70.3 Asia Pacific          | Phuket                   | 04:45:41 |                                                                                                 |
| 13. Aug. 2011 | 2    | Ironman 70.3 Philippines           | Camarines Sur            | 04:28:34 |                                                                                                 |
| 10. Juli 2011 | 4    | 5150 Boulder                       | Boulder                  | 02:12:32 |                                                                                                 |
| 22. Mai 2011  | 1    | 5150 New Orleans                   | New Orleans              | 02:00:28 |                                                                                                 |
| 13. Nov. 2010 | 4    | Ironman 70.3 World Championship    | Clearwater               | 04:13:32 |                                                                                                 |
| 20. Sep. 2010 | 1    | Ironman 70.3 Cancún                | Cancún                   | 04:41:48 | erster Sieg auf der halben Ironman-Distanz (1,9 km Schwimmen, 90 km Radfahren und 21 km Laufen) |
| 15. Aug. 2010 | 5    | Ironman 70.3 Lake Stevens          | Lake Stevens, Washington | 04:33:13 | [ 3 ]                                                                                           |
| 16. Mai 2010  | 2    | Ironman 70.3 Florida               | Orlando                  | 04:18:55 | Zweite in Florida hinter der Siegerin Leanda Cave                                               |
| 25. Apr. 2010 | 2    | Ironman 70.3 Texas                 | Galveston Island         | 04:18:26 | Zweite                                                                                          |
| 14. Nov. 2009 | 8    | 70.3 World Championships           | Clearwater               | 04:13:16 |                                                                                                 |
| 2. Mai 2009   | 35   | ITU World Championship Series 2009 | Tongyeong                | 02:09:58 |                                                                                                 |
| 2009          | 3    | Malibu Triathlon                   | Malibu                   |          | Dritte in Kalifornien auf der olympischen Distanz – hinter der Siegerin Laura Bennett           |
| Jan. 2009     | 3    | Ironman 70.3 Pucón                 | Pucón                    |          | [ 6 ]                                                                                           |
| 17. Aug. 2008 | 2    | Ironman 70.3 Timberman             | New Hampshire            | 04:15:11 | Zweite hinter Chrissie Wellington                                                               |
| 8. Juni 2008  | 50   | ITU Triathlon World Championships  | Vancouver                | 02:13:11 | Weltmeisterschaft auf der olympischen Distanz                                                   |
| 2008          | 10   | Ironman 70.3 World Championships   | Clearwater               | 04:20:28 |                                                                                                 |

| Datum/Jahr    | Rang | Wettbewerb                                      | Austragungsort | Zeit     | Bemerkung |
| ------------- | ---- | ----------------------------------------------- | -------------- | -------- | --- |
| 24. Sep. 2016 | DNF  | ITU Long Distance Triathlon World Championships | Oklahoma       | –        | Weltmeisterschaft Triathlon-Langdistanz (4 km Schwimmen, 120 km Radfahren und 30 km Laufen)                    |
| 15. Nov. 2015 | 2    | Ironman Arizona                                 | Tempe          | 08:52:31 | Zweite hinter Meredith Kessler – mit persönlicher Ironman-Bestzeit                                             |
| 16. Nov. 2014 | 5    | Ironman Arizona                                 | Tempe          | 09:15:32 | |
| 11. Okt. 2014 | 23   | Ironman Hawaii                                  | Hawaii         | 09:49:40 | schnellste Schwimmerin (54:25 Minuten)                                                                         |
| 26. Mai 2013  | 1    | Ironman Brasil                                  | Florianópolis  | 09:05:52 | erster Ironman-Sieg                                                                                            |
| 22. Juli 2012 | 2    | Ironman UK                                      | Bolton         | 10:16:57 | |
| 20. Nov. 2011 | 4    | Ironman Arizona                                 | Tempe          | 09:09:39 | schnellste Schwimmerin: 48:43 Minuten                                                                          |
| 8. Okt. 2011  | 21   | Ironman Hawaii                                  | Hawaii         | 09:50:11 | schnellste Schwimmerin (51:44 Minuten) bei der Weltmeisterschaft                                               |
| 10. Apr. 2011 | 5    | Ironman South Africa                            | Port Elizabeth | 09:25:51 | Erste nach der Schwimmdistanz (48:55 Minuten)                                                                  |
| 28. Nov. 2010 | 3    | Ironman Mexico                                  | Cozumel        | 09:26:35 | Dritte bei ihrem ersten Start auf der Langdistanz (3,86 km Schwimmen, 180,2 km Radfahren und 42,195 km Laufen) |

(DNF – Did Not Finish)